# Evangelische Superintendentur A. B. Mähren und Schlesien
Die Evangelische Superintendentur A. B. Mähren und Schlesien war eine Diözese der Evangelischen Kirche A. B. in Österreich, die von 1784 bis 1918 bestand.

## Organisation
Die Superintendentur umfasste 45 (Stand: 1913) Pfarrgemeinden in Mähren und Österreichisch-Schlesien. Bis zur Gründung der Evangelischen Superintendentur A. B. Galizien im Jahr 1804 unterstanden ihr auch die evangelischen Pfarrgemeinden in Galizien. Sie war in drei Seniorate gegliedert: das Seniorat Brünn, das Seniorat Zauchtel und das Seniorat Schlesien. 1913 gehörten zur Superintendentur mehr als 136.000 Gläubige, die mehrheitlich polnischsprachig, ferner deutsch- und tschechischsprachig waren. Der Amtssitz des der Superintendentur vorstehenden Superintendenten war dessen jeweiliger Wohnsitz, wobei darauf geachtet wurde, dass es sich dabei um eine größere Stadt handelte.

## Geschichte
Die Evangelische Superintendentur A. B. Mähren und Schlesien wurde 1784 unter Kaiser Joseph II. eingerichtet.

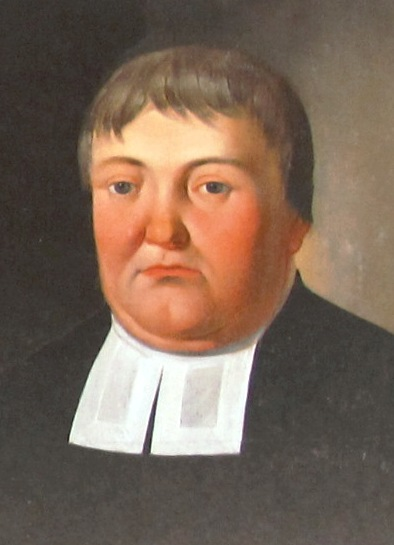
Superintendent Andreas Paulini

Die Superintendenten von Mähren und Schlesien waren (Amtszeit in Klammern):
- Johann Traugott Bartelmus (1784–1809)
- Johann Georg Schmitz (1810–1825)
- Andreas Paulini (1825–1829)
- Johann Georg Lumnitzer (1830–1864)
- Karl Samuel Schneider (1864–1882)
- Theodor Karl Haase (1882–1909)
- Andreas Krzywoń (1909–1911)
- Andreas Glajcar (1912–1918)[4]

Die Superintendentur hörte mit dem Zusammenbruch Österreich-Ungarns und der Gründung der Tschechoslowakei 1918 zu bestehen auf. Die tschechoslowakische Regierung untersagte den Gemeinden einen Verbleib bei der Evangelischen Kirche A. B. in Österreich. Dies entsprach überwiegend den Wünschen der tschechischsprachigen Gemeinden, die sich am 17. Dezember 1918 in der Evangelischen Kirche der Böhmischen Brüder zusammenschlossen. Die deutschsprachigen Gemeinden wurden Teil der 15. Oktober 1919 gegründeten Deutschen Evangelischen Kirche in Böhmen, Mähren und Schlesien. Der Grenzverlauf zwischen Polen und der Tschechoslowakei im ehemaligen Kronland Schlesien wurde am 28. Juli 1920 festgelegt. Die nunmehr in Polen gelegenen Gemeinden des ehemaligen Seniorats Schlesien wurden Teil der Evangelisch-Augsburgischen Kirche in Polen (heutige Diözese Cieszyn). Die tschechoslowakischen Gemeinden im ehemaligen Seniorat Schlesien entschlossen sich teils zum Anschluss an die Deutsche Evangelische Kirche in Böhmen, Mähren und Schlesien, teils zum Anschluss an die Evangelische Kirche der Böhmischen Brüder und teils zur am 16. August 1920 erfolgten Gründung einer eigenen, polnischsprachigen Kirche, der Schlesischen Evangelischen Kirche A. B.

## Gemeinden (Auswahl)
| Pfarrgemeinde      | Gründungsjahr                                                                       | Seniorat  | Kirchengebäude | Bild                                      |
| ------------------ | ----------------------------------------------------------------------------------- | --------- | --- | ----------------------------------------- |
| Alt-Bielitz        | 1827                                                                                | Schlesien | Johanneskirche in Alt-Bielitz; Evangelische Kirche in Kamienica (Filialgemeinde)                                                                                 | Johannes-der-Täufer-Kirche in Alt-Bielitz |
| Alt-Hammer         | 1885 (1869 als Filialgemeinde von Kameral-Ellgoth)                                  | Schlesien | Evangelische Kirche in Alt-Hammer (jetzt in Ostrawitz) | Evangelische Kirche in Alt-Hammer         |
| Bielitz            | 1782                                                                                | Schlesien | Erlöserkirche in Bielitz | Erlöserkirche in Bielitz                  |
| Brünn              | 1782                                                                                | Brünn     | Christuskirche in Brünn | Christuskirche in Brünn                   |
| Bystrschitz        | 1782                                                                                | Schlesien | Evangelische Kirche in Bystrschitz | Evangelische Kirche in Bystrschitz        |
| Christdorf         | 1849 (1782 als Filialgemeinde von Hillersdorf)                                      | Zauchtel  | Evangelische Kirche in Christdorf | Evangelische Kirche in Christdorf         |
| Drahomischl        | 1788                                                                                | Schlesien | Evangelische Kirche in Drahomischl | Evangelische Kirche in Drahomischl        |
| Ernsdorf           | 1782                                                                                | Schlesien | Evangelische Kirche in Ernsdorf | Evangelische Kirche in Ernsdorf           |
| Freiwaldau         | 1883 (1879 als Filialgemeinde von Hillersdorf)                                      | Schlesien | Evangelische Kirche in Freiwaldau | Evangelische Kirche in Freiwaldau         |
| Friedek            | 1913                                                                                | Schlesien | Evangelische Peter-und-Paul-Kirche in Friedek | Evangelische Kirche in Friedek            |
| Freudenthal        | 1898 (zuvor Filialgemeinde von Troppau)                                             | Schlesien | Evangelische Kirche in Freudenthal | Evangelische Kirche in Freudenthal        |
| Goleschau          | 1785                                                                                | Schlesien | Evangelische Kirche in Goleschau | Evangelische Kirche in Goleschau          |
| Groß-Lhota         | 1782                                                                                | Brünn     | Untere evangelische Kirche in Groß-Lhota (bis etwa 1870 Gebäudenutzung gemeinsam mit der Gemeinde H. B. in Groß-Lhota)                                           | Untere evangelische Kirche in Groß-Lhota  |
| Groß-Werbka        | 1782                                                                                | Brünn     | Evangelische Kirche in Groß-Werbka | Evangelische Kirche in Groß-Werbka        |
| Hillersdorf        | 1782                                                                                | Schlesien | Evangelische Kirche in Hillersdorf | Evangelische Kirche in Hillersdorf        |
| Hohenstadt         | 1905                                                                                | Brünn     | Christuskirche in Hohenstadt; Kapelle in Müglitz (Predigtstelle)                                                                                                 | Evangelische Kirche in Hohenstadt         |
| Hoschtialkow       | 1782                                                                                | Zauchtel  | Evangelische Kirche in Hoschtialkow | Evangelische Kirche in Hoschtialkow       |
| Hotzensdorf        | 1782                                                                                | Zauchtel  | Peter-und-Paul-Kirche in Hotzensdorf | Evangelische Kirche in Hotzensdorf        |
| Iglau              | 1911 (1824 als Filialgemeinde von Brünn)                                            | Brünn     | Pauluskirche in Iglau | Pauluskirche in Iglau                     |
| Jägerndorf         | 1909 (1882 als Filialgemeinde von Troppau, 1898 als Filialgemeinde von Freudenthal) | Schlesien | Evangelische Kirche St. Peter und Paul in Jägerndorf | Evangelische Kirche in Jägerndorf         |
| Jassena            | 1782                                                                                | Zauchtel  | Evangelische Kirche in Jassena; Evangelische Kirche in Zadwierschitz (Filialgemeinde; Gebäudenutzung gemeinsam mit der Gemeinde H. B. mit Sitz in Zadwierschitz) | Evangelische Kirche in Jassena            |
| Kameral-Ellgoth    | 1782                                                                                | Schlesien | Toleranzkirche in Kameral-Ellgoth | Evangelische Kirche in Kameral-Ellgoth    |
| Klein-Bressel      | 1866 (zuvor Filialgemeinde von Hillersdorf)                                         | Zauchtel  | Toleranzkirche in Klein-Bressel | Vraclávek, Toleranzkirche                 |
| Mährisch-Ostrau    | 1875 (1863 als Filialgemeinde von Orlau)                                            | Schlesien | Christuskirche in Mährisch-Ostrau | Christuskirche in Mährisch-Ostrau         |
| Mährisch-Schönberg | 1899 (1848 als Filialgemeinde von Brünn)                                            | Brünn     | Evangelische Kirche in Mährisch-Schönberg | Evangelische Kirche in Mährisch-Schönberg |
| Mährisch-Trübau    | 1916                                                                                | Brünn     | Evangelische Kirche in Mährisch-Chrostau (Filialgemeinde) | Evangelische Kirche in Mährisch-Trübau    |
| Nawschi            | 1791                                                                                | Schlesien | Evangelische Kirche in Nawschi | Evangelische Kirche in Nawschi            |
| Nieder-Bludowitz   | 1782                                                                                | Schlesien | Bartholomäuskirche in Nieder-Bludowitz | Evangelische Kirche in Nieder-Bludowitz   |
| Ober-Dubenky       | 1783                                                                                | Brünn     | Toleranzkirche in Ober-Dubenky | Evangelische Kirche in Ober-Dubenky       |
| Ober-Kurzwald      | 1864                                                                                | Schlesien | Evangelische Kirche in Ober-Kurzwald | Evangelische Kirche in Ober-Kurzwald      |
| Olmütz             | 1877 (1785 als Filialgemeinde von Brünn)                                            | Brünn     | Christuskirche in Olmütz | Christuskirche in Olmütz                  |
| Orlau              | 1861                                                                                | Schlesien | Evangelische Kirche in Orlau; Evangelische Kirche in Oderberg (Filialgemeinde)                                                                                   | Evangelische Kirche in Orlau              |
| Perschno           | 1782                                                                                | Zauchtel  | Evangelische Kirche in Perschno | Evangelische Kirche in Perschno           |
| Ratjiborsch        | 1782                                                                                | Zauchtel  | Evangelische Kirche in Ratjiborsch | Evangelische Kirche in Ratjiborsch        |
| Rottalowitz        | 1782                                                                                | Zauchtel  | Dreifaltigkeitskirche in Rottalowitz | Evangelische Kirche in Rottalowitz        |
| Skotschau          | 1862                                                                                | Schlesien | Dreifaltigkeitskirche in Skotschau | Dreifaltigkeitskirche in Skotschau        |
| Teschen            | 1709                                                                                | Schlesien | Jesuskirche in Teschen | Jesuskirche in Teschen                    |
| Troppau            | 1871 (zuvor Filialgemeinde von Klein-Bressel)                                       | Schlesien | Evangelische Kirche in Troppau | Evangelische Kirche in Troppau            |
| Trzynietz          | 1902 (zuvor Filialgemeinde von Teschen)                                             | Schlesien | Evangelische Kirche in Trzynietz | Evangelische Kirche in Trzynietz          |
| Ustron             | 1783                                                                                | Schlesien | Jakobskirche in Ustron | Jakobskirche in Ustron                    |
| Weichsel           | 1782                                                                                | Schlesien | Peter-und-Paul-Kirche in Weichsel | Peter-und-Paul-Kirche in Weichsel         |
| Wsetin             | 1782                                                                                | Zauchtel  | Evangelisch-lutherische Kirche in Wsetin; Toleranzbethaus in Howieschy (Filialgemeinde)                                                                          | Evangelisch-lutherische Kirche in Wsetin  |
| Zauchtel           | 1782                                                                                | Zauchtel  | Evangelische Kirche in Zauchtel | Evangelische Kirche in Zauchtel           |
| Znaim              | 1877 (1861 als Filialgemeinde von Brünn)                                            | Brünn     | Evangelische Kirche in Znaim | Evangelische Kirche in Znaim              |